# Orplid
Orplid jest projektem z pogranicza stylów neofolk, martial i post-industrial. Tworzą go niemieccy muzycy Uwe Nolte i Frank Machau. Nazwa została zaczerpnięta z wiersza poety romantycznego Eduarda Mörike pt. „Gesang Weylas”, rozpoczynającego się słowami „Du bist Orplid, mein Land”. Utwór ten opisuje zamorską rajską krainę, nietknięty, dziewiczy ląd, na którym wrażliwe dusze odnajdują swój dom. Zamierzeniem muzyków jest stworzenie muzycznego azylu kojącego słuchacza. Początkowo formacja grała akustyczną muzykę neofolkową, wzbogacaną dźwiękami pianina, organów i wiolonczeli. W późniejszym okresie działalności artystyczne poszukiwania powiodły muzyków ku formom bardziej innowacyjnym, minimalistycznym, do – jak sami twórcy napisali na swojej stronie: „królestw dźwięków eksperymentalnych i medytacyjnych”. Teksty utworów pisane są w języku niemieckim.

## Dyskografia

### Albumy i EP-ki
| Rok  | Tytuł                                                                   | Informacje dodatkowe                                                                   |
| ---- | ----------------------------------------------------------------------- | -------------------------------------------------------------------------------------- |
| 1998 | Orplid                                                                  | CD. Dwie edycje z różnymi okładkami. Limitowane do 500 kopii każda. Album debiutancki. |
| 1999 | Das Schicksal (Przeznaczenie)                                           | 10". 430 kopii.                                                                        |
| 1999 | Geheiligt Sei Der Toten Name (Błogosławione niech będzie imię umarłego) | CD5"                                                                                   |
| 2000 | Orplid                                                                  | CD. Reedycja z dodatkowymi utworami i nową okładką.                                    |
| 2001 | Barbarossa                                                              | 10"                                                                                    |
| 2002 | Nächtliche Jünger (Adept nocy)                                          | CD i limitowana 2x10" LP z wkładkami limitowana do 500 kopii.                          |
| 2006 | Sterbender Satyr (Umierający Satyr)                                     | CD.                                                                                    |
| 2007 | Frühe Werke (Wczesne prace)                                             | CD, kompilacja wczesnych i niewydanych materiałów.                                     |